# إيوان بان
إيوان بان (بالهولندية: Iwan Baan)‏(ولد في 8 فبراير 1975 في ألكمار، مملكة هولندا) هو مصور هولندي.